# Gitte Ørskou
Gitte Ørskou, née le 18 octobre 1971, est une historienne de l’art et directrice de musée danoise.

## Biographie
Après des études en histoire de l’art à l’université d’Aarhus achevées en 2000, elle rejoint le musée d’art d’Ebsjerg. Elle travaille ensuite au ARoS Aarhus Kunstmuseum de 2001 à 2009. 
Ørskou devient directrice du Kunsten, le musée d’art moderne d’Aalborg, en 2009. En 2014 et 2015, elle supervise sa rénovation. En parallèle, elle est membre du Fonds danois pour les arts (Statens Kunstfonds), qu’elle dirige de 2014 à 2018.  
Elle est nommée par Amanda Lind, alors ministre suédoise de la Culture, à la tête du Moderna Museet de Stockholm en 2019.

## Distinctions
- Chevalier de l'ordre de Dannebrog (2022)